# Alschbach

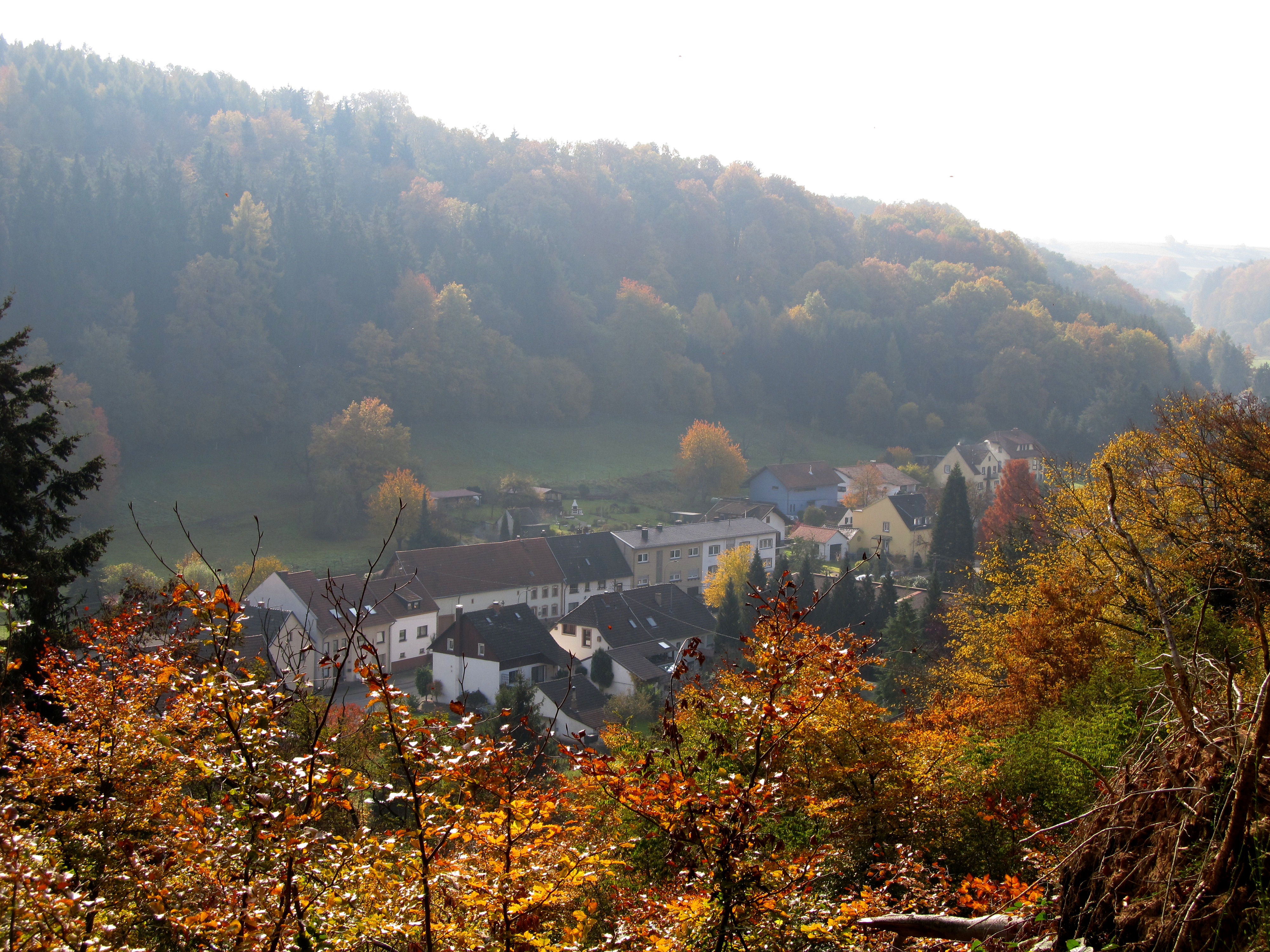
Weitere Ansicht des Ortes

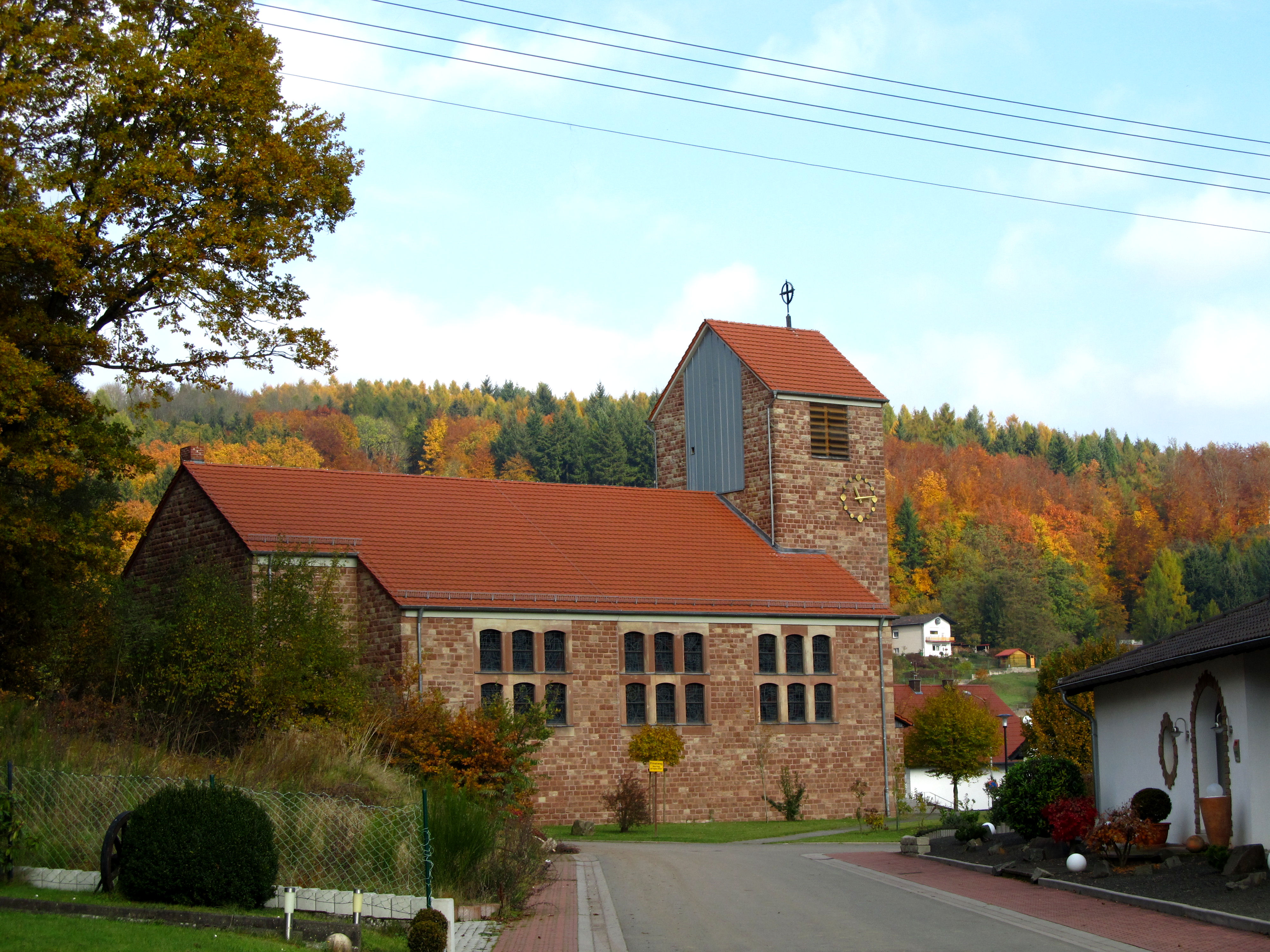
Die St.Marien-Kirche in Alschbach

Alschbach ist ein Ortsteil von Blieskastel-Mitte, einem Stadtteil von Blieskastel im Saarpfalz-Kreis, Saarland.

## Geographie
Alschbach liegt ca. 1,5 km westlich des Stadtzentrums von Blieskastel in einem tief eingeschnittenen Tal, das vom gleichnamigen Bach durchflossen wird.

## Geschichte
Alschbach wird 1236 erstmals urkundlich erwähnt. Der Ortsname leitet sich von einem „Bach bei einem Heiligtum“ her. In älteren Schreibweisen des Ortsnamens ist das althochdeutsche „alag“ für Heiligtum oder Kultstätte enthalten. Der Bach, der dem Ort den Namen gab, umfließt einen Berg, auf dem nachweislich in römischer Zeit ein Merkurheiligtum, nach Meinung von Fachleuten auf eine Wodanskultstätte der Germanen zurückgehend, und in christlicher Zeit eine St. Michael geweihte Kapelle gestanden haben.
In der Ortsmitte am „Kleine Steege“ befindet sich in einem Privatgarten ein Steinkreuz, das als das älteste im Stadtbereich von Blieskastel gilt. Der Überlieferung nach wurde es nach dem Dreißigjährigen Krieg errichtet. Ebenfalls in der Ortsmitte steht ein Wegekreuz, das „1900 die Gemeinde Alschbach zur Ehre Gottes errichtet“ hat.
1937 wird Alschbach in die Stadt Blieskastel eingemeindet.
Am 13. November 1955 wird die St. Marien-Kirche am südwestlichen Ortsrand von Alschbach geweiht. Sie ist Filialkirche von Lautzkirchen.
Am westlichen Ortsausgang befinden sich das „Lange Tal“ und das „Kurze Tal“. Dazwischen erhebt sich der Hobelter Berg, auf dem ein 1995 gesetzter Gedenkstein an die im 14./15. Jahrhundert untergegangene Siedlung Wieblingen erinnert.

## Politik
Ergebnis der Bundestagswahl vom 24. September 2017.
- CDU: 35,2 %
- SPD: 28,9 %
- DIE LINKE: 10,5 %
- GRÜNE: 5,2 %
- AFD: 13,9 %
- FDP: 3,1 %
- ANDERE: 3,2 %

Die Wahlbeteiligung lag bei 71,8 %.

## Wirtschaft
Etwas außerhalb von Alschbach auf der „Mittagsweide“ liegt das „Gut Lindenfels“. Am Ortsausgang Richtung Lautzkirchen befindet sich eine Sandgrube.

## Verkehr
Für den Autoverkehr ist Alschbach nur über eine Stichstraße, den „Alschbacher Weg“, aus Richtung Lautzkirchen kommend, erreichbar. Über das „Lange Tal“ und das „Kurze Tal“ ist Alschbach zwar mit dem Blieskasteler Stadtteil Biesingen verbunden, aber nur durch Feldwirtschaftswege, die für den normalen Autoverkehr nicht freigegeben sind.